# 大島正克
大島 正克（おおしま まさかつ、1948年〈昭和23年〉5月8日 - ）は、日本の会計学者。専門は、国際会計、環境会計、中国・台湾企業会計、ESG情報開示、会計技法の国際移転など。特に東アジア地域の制度比較研究で知られる。

## 概要・人物
滋賀県草津市出身。1981年に亜細亜大学経営学部助手として着任。1993年に同学部教授となり、2018年から2021年までは亜細亜大学の第11代学長を務める。2019年より亜細亜大学名誉教授。
野球との関わりも深く、亜細亜大学硬式野球部部長や同校野球部も加盟する、東都大学野球連盟理事長を歴任している。

## 経歴・職歴
- 1948年5月8日、東京都生まれ。早稲田大学商学部を経て、1978年から1981年まで早稲田大学大学院商学研究科博士後期課程に在籍[1]。
- 1981年に亜細亜大学経営学部助手。講師・助教授を経て1994年教授。
- 2018年4月から2021年3月まで第11代亜細亜大学学長を務め、全学的なグローバル人材育成プログラムを推進した[4][5]。
- 亜細亜大学の他に非常勤講師として、関東学院大学、青山学院大学、横浜市立大学、日本大学、埼玉大学、東洋大学、東京経済大学、東京女子大学、目白大学で勤務経験がある。

### 学会役職
- 日本管理会計学会　理事（2008年4月 – 2011年3月）、常務理事（2011年4月 – 2014年3月、2017年4月 – 現在）、副会長（2014年4月 – 2017年3月）[1]
- 日本社会関連会計学会　監事（2010年 – 2016年）、理事（2017年10月 – 現在）[1]
- 国際戦略経営研究学会　監事（2014年10月 – 2017年9月）、監事（2017年9月 – 現在）[1]

### 学会及び社会での活動
- 日本会計研究会会員
- 日本経営学会元会員
- 亜細亜大学教員組合委員長
- 亜細亜大学硬式野球部部長
- 東都大学野球連盟理事長
- 全日本大学野球連盟評議員
- 学校法人晃華学園監事

## 受賞
- 2017年 – 日本管理会計学会 学会賞（功績賞）[6]

## 著書
- 2012年 『企業の社会的責任』 ミネルヴァ書房[1]
- 2011年 『テキスト複式簿記入門』 創成社 ISBN 978-4794414236[1]
- 2006年 『企業の社会的責任論の形成と展開』 ミネルヴァ書房 ISBN 4623045854[1]
- 2004年 『環境管理会計概論』 税務経理協会 ISBN 441904361X[1]
- 2004年 『新版 複式簿記入門』 創成社 ISBN 4794412762[1]

## 主要論文
- 「台湾会計制度の現状と課題」『日本会計研究学会第76回大会スタディグループ中間報告書』92-113頁、2017年[1]
- 「COP21発効後の中国企業における真の付加価値（TRUEVA）に関する一考察 ― 座礁資産とESG投資に関連させて ―」『再生可能エネルギーシフトから作る東アジア低炭素経済コミュニティー』94巻133-160頁、2017年[1]
- 「ESG情報に求められる会計の役割 ― ESG情報による企業価値評価 ―」『社会関連会計研究』29号69-78頁、2017年[1]

## 特記事項

### 教育活動
学長在任中に必修英語科目の再構築や長期留学制度の拡充を行い、海外協定校を100校以上に増やすなど、大学の国際化施策を主導した。  

### 社会的活動
東アジアの低炭素社会移行に向けた国際共同研究（ESG情報と企業価値評価）を主宰し、企業・自治体への環境会計導入を支援している。  